# Forpus modestus
Forpus modestus là một loài chim trong họ Psittacidae.